# Condado de Fulton (Arkansas)
El condado de Fulton (en inglés: Fulton County) es un condado del estado estadounidense de Arkansas. En el censo de 2000 tenía una población de 11 642 habitantes. La sede de condado es Salem. Fue fundado el 21 de diciembre de 1842 y nombrado en honor a William S. Fulton, el último gobernador del Territorio de Arkansas.

## Geografía
Según la Oficina del Censo, el condado tiene un área total de 1607 km² (620 sq mi), de la cual 1601 km² (618 sq mi) es tierra y 6 km² (2 sq mi) (0,35%) es agua.

### Condados adyacentes
- Condado de Ozark, Misuri (noroeste)
- Condado de Howell, Misuri (norte)
- Condado de Oregón, Misuri (noreste)
- Condado de Sharp (este)
- Condado de Izard (sur)
- Condado de Baxter (oeste)

## Autopistas importantes
- U.S. Route 62
- U.S. Route 63
- U.S. Route 412
- Ruta Estatal de Arkansas 9
- Ruta Estatal de Arkansas 87

## Demografía
En el  censo de 2000, hubo 11 642 personas, 4810 hogares, y 3511 familias residiendo en el condado. La densidad poblacional era de 19 personas por milla cuadrada (7/km²). En el 2000 había 5973 unidades unifamiliares en una densidad de 10 por milla cuadrada (4/km²). La demografía del condado era de 97,67% blancos, 0,20% afroamericanos, 0,67% amerindios, 0,21% asiáticos, 0,06% de otras razas y 1,19% de dos o más razas. 0,53% de la población era de origen hispano o latino de cualquier raza. 
La renta promedio para un hogar del condado era de $25 529, y el ingreso promedio para una familia era de $29 952. En 2000 los hombres tenían un ingreso per cápita de $22 213 versus $18 066 para las mujeres. La renta per cápita para el condado era de $15 712 y el 16,30% de la población estaba bajo el umbral de pobreza nacional.

## Ciudades y pueblos
| - Cherokee Village - Horseshoe Bend - Mammoth Spring | - Salem - Viola |